# Afinia
Caribemar de la Costa S.A.S. E.S.P bajo la marca Afinia es una empresa comercializadora y distribuidora del servicio de energía eléctrica, filial del Grupo EPM.

## Historia
El 30 de septiembre de 2020, Electricaribe desaparece como empresa de energía eléctrica, asumiendo en los departamentos del Caribe Colombiano las empresas Afinia y Air-e.
El 1 de octubre de 2020 EPM asumió el control de la empresa Caribe Mar S.A.S ESP para gestionar, bajo el nombre comercial de AFINIA.
En marzo de 2024 inicia un proceso de Auditoría contable con el fin de aclarar irregularidades en la administración del alcalde Daniel Quintero Calle. Que habría ofrecido Afina por 8 millones de dólares.
En septiembre de 2024 el gobierno nacional anuncia la intervención de AIR-E por un periodo de un año que puede ser prorrogable debido a problemas financieros. Este mismo mes se implementó la reducción de la tarifa por parte de Afinia, el precio del kilovatio pasaría de $1.122 a 1.007 pesos, esto se logró luego de algunos acuerdos alcanzados con las empresas EPM y Celsia como respuesta a la polémica sobre la responsabilidad del pago de las deudas dejadas por la extinta Electricaribe.

## Área de cobertura
Opera en los departamentos de:
- Bolívar (excepto Cantagallo,* San Pablo* y Morales**)
- Cesar (excepto los municipios que conforma el Sur del Cesar)**
- Córdoba.
- Sucre.
- Magdalena, En 11 municipios (Algarrobo, Ariguaní, Guamal, El Banco, Nueva Granada, Pijiño del Carmen, Sabanas de San Ángel, Santa Ana, Santa Bárbara de Pinto, San Sebastián de Buenavista y San Zenón).[7]

* En estos municipios opera Electrificadora de Santander 
** En estos municipios opera Centrales Eléctricas de Norte de Santander

### Numero de Clientes
Afina atiende a un total de 1.758.496 clientes. La siguiente es una lista de clientes por departamento según informe 2023.
| Departamento | N° Clientes |
| ------------ | ----------- |
| Bolívar      | 654.814     |
| Córdoba      | 493.894     |
| Cesar        | 287.765     |
| Sucre        | 270.752     |
| Magdalena    | 59.001      |